# Vară capricioasă
Vară capricioasă (titlul original: în cehă Rozmarné léto) este un film de comedie cehoslovac, realizat în anul 1968 de regizorul Jiří Menzel, după romanul omonim din 1926 a scriitorului Vladislav Vančura, 
protagoniști fiind actorii Rudolf Hrušínský, Vlastimil Brodský, František Řehák, Jiří Menzel.
Filmul a făcut parte din selecția oficială a Festivalul Internațional de Film de la Cannes din 1968, festival care a fost întrerupt din cauza evenimentelor din Franța.

## Conținut
Undeva într-o provincie a Boemiei, este o vară deosebit de ploioasă. La ștrandul de pe malul unui râu dintr-un mic orășel provincial, trei prieteni, bărbați în floarea vârstei își omoară din plictiseală timpul, filozofând și glumind unul pe seama celuilalt: băieșul Antonín, Hugo, maior acum trecut în rezervă și preotul Roch. Binențeles, din discuție nu este evitată nici tema despre sex. Spre regretul  senzualei soții al lui Antonin, fiecare din cei trei prieteni au ajuns la vârsta la care erotismul are loc doar în gând, apoi după trecerea anilor, chiar și pe Kateřina a părăsit-o acel vino-ncoa. Nimic nu deranjează liniștea vieții lor contemplative, până în momentul când sosește un circ ambulant și cei patru sunt treziți din amorțeală. Frumoasa blondă Anna, asistenta dansatorului pe sârmă Arnoštek, interpretat de regizorul Menzel însuși, transpune cei trei domni într-o a doua primăvară, în timp ce Arnoštek înaripează fanteziile suprimate ale Kateřinei. 

## Distribuție
- Rudolf Hrušínský – Antonín Dura
- Vlastimil Brodský – maiorul Hugo
- František Řehák – preot / abatele (Abbe) Roch
- Míla Myslíková – Kateřina Durová
- Jana Preissová (apoi Jana Drchalová) – Anna
- Jiří Menzel – Arnoštek, acrobat pe sârmă
- Bohuš Záhorský – bătrânul
- Vlasta Jelínková – fata în casă
- Alois Vachek – un bărbat din crâșmă
- Bohumil Koska – un bărbat din crâșmă
- Karel Hovorka – un bărbat din crâșmă
- Antonín Pražák – polițistul
- Pavel Bosek – primarul

## Premii
- 1968: Filmul a câștigat Premiul Globul de Cristal la Festivalul Internațional de Film de la Karlovy Vary